# Violetta Villas
Violetta Villas, pseudonimo di Czesława Cieślak (Liegi, 10 giugno 1938 – Lewin Kłodzki, 5 dicembre 2011), è stata una cantante polacca, belga di nascita. Cantava nel registro di soprano di coloratura con un'estensione vocale di 5 ottave ed un orecchio assoluto.

## Biografia
Nata in Belgio dove risiedevano a quel tempo i suoi genitori, si trasferì nuovamente in Polonia con la famiglia alla fine della seconda guerra mondiale nel 1948. Giunse nella città di Lewin Kłodzki dove iniziò a studiare musica, continuando poi a Stettino e Breslavia. Nel 1959 iniziò a prendere lezioni di canto lirico da Eugenia Falkowska a Varsavia.
La sua estensione vocale di 5 ottave e il timbro di voce erano molto promettenti e lasciavano presagire una promettente carriera ma Violetta aveva deciso di dedicarsi a forme più moderne di canto ed iniziò a viaggiare per il paese proponendo spettacoli di musica leggera dal vivo. Iniziò presto a cantare alla radio polacca ed incise il suo primo long plaing|LP. Nel 1961 partecipò al Festival internazionale della canzone di Sopot vincendo il primo premio.
Agli inizi degli anni 1960|anni '60, ella iniziò a fare dei tour in vari paesi Europa, e nel 1965, al Festival International des Variétés et Music-Halls a Rennes in Francia, ottenne il Grand Prix International d'Interpretation. Andò quindi in tournée in USSR, Cecoslovacchia, Bulgaria e Romania.
Nel 1966, a Parigi venne avvicinata da Frederick Apcar che la invitò a Las Vegas. Iniziò in uno spettacolo della famosa cantante Line Renaud, ma soltanto dopo poche settimane, i neon del Casino de Paris annunciavano il suo nome. Lei cantò con Frank Sinatra, Paul Anka e Charles Aznavour. Alla Carnegie Hall di New York, il suo concerto andò esaurito ed ella ricevette una standing ovation alla fine della sua esibizione. Interpretò due film nella parte della protagonista: Dzięcioł ("The Woodpecker", 1970) e come prima cantante in Mój Nikifor ("My Nikifor", 2004). Le venne poi offerto un lucroso contratto di otto anni dalla Paramount Pictures ma ella non lo onorò, essendo stata costretta a rientrare in Polonia a seguito di una grave malattia della madre.
Rientrò negli Stati Uniti ma negli anni settanta, dovette nuovamente recarsi in Polonia per la morte della mamma. In quella occasione, le autorità polacche le ritirarono il passaporto e lei fu costretta a rimanere in Polonia per più di un decennio; comunque poté iniziare una sua carriera nel paese natale. Alla caduta del regime comunista in Polonia, elle poté ritornare all'estero ottenendo lo stesso successo che aveva avuto in precedenza. Nel 1985 le venne concessa l'autorizzazione di tornare a cantare all'estero. Tutti suoi concerti andarono esauriti nei primi giorni di vendita e le autorità polacche le concessero nuovamente il passaporto per consentirle di riprendere la sua carriera internazionale. Tornò quindi negli Stati Uniti ed in Australia.

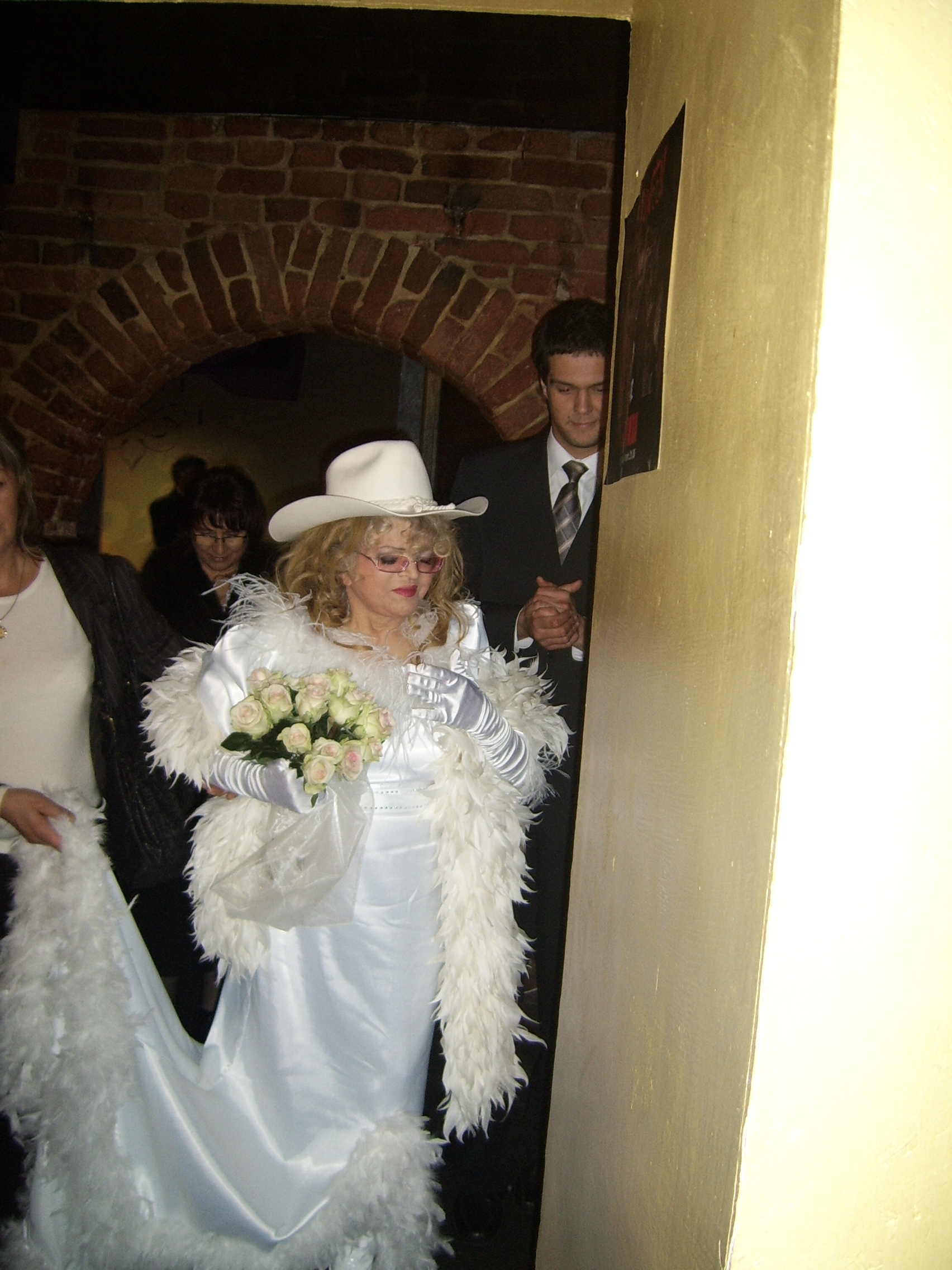
Violetta Villas, 2008

È scomparsa nel 2011 all'età di 73 anni.

## Caratteristiche vocali
Violetta Villas era un soprano di coloratura la cui voce possedeva uno straordinariamente ampio registro ed un eccezionale colore. Ella copriva una estensione che va dalla nota tenorile di RE2 alla nota acuta MI7. Comunque la sua estensione migliore andava dal DO4 al DO6. Nelle sue canzoni mostrava un'abilità straordinaria per stili naturalmente assimilativi e per l'emissione di una molteplicità di voci. Violetta poteva cantare parti per tenore, contralto, mezzosoprano, e soprano, una capacità unica fra i cantanti di ogni genere musicale.

## Discografia

### LP albums
| Anno | Titolo                            |
| ---- | --------------------------------- |
| 1962 | Rendez-vous with Violetta Villas  |
| 1966 | Violetta Villas                   |
| 1967 | Violetta Villas                   |
| 1967 | For you my darling                |
| 1968 | About Love...                     |
| 1977 | There is no love without jealousy |
| 1980 | Old hits                          |
| 1986 | Violetta Villas                   |
| 1987 | The greatest hits                 |

### CD albums
| Anno | Titolo                                              |
| ---- | --------------------------------------------------- |
| 1992 | For you beloved                                     |
| 1992 | The most beautiful christmas carols                 |
| 1994 | Dolly                                               |
| 1995 | VV - gold hits, part 1                              |
| 1995 | VV - gold hits, part 2                              |
| 1996 | Golden hits                                         |
| 1997 | Jestem taka a nie inna                              |
| 1997 | Christmas carols                                    |
| 1998 | Dolly                                               |
| 1999 | Platinum collection                                 |
| 1999 | V. Villas sings the most beautiful christmas carols |
| 2000 | Kiss of fire                                        |
| 2000 | Golden hits                                         |
| 2001 | When Jesus Christ was born...                       |
| 2001 | Violetta Villas                                     |
| 2001 | For you my darling                                  |
| 2001 | There is no love without jealousy                   |
| 2003 | Valentine hits                                      |
| 2003 | To you, mother                                      |
| 2004 | Christmas carol of hearts                           |
| 2006 | I am what I am                                      |
| 2007 | To comfort the heart and warmth the soul            |
| 2009 | From archive of the Polish Radio, vol. 11           |
| 2009 | When Jesus Christ was born... - reedition           |

### MC
| Anno | Titolo                            |
| ---- | --------------------------------- |
| 1969 | Las Vegas                         |
| 1977 | There is no love without jealousy |
| 1987 | The greatest hits                 |
| 1992 | For you beloved, part 1           |
| 1992 | For you beloved, part 2           |
| 1992 | The best of                       |
| 1992 | The best of, part 1               |
| 1992 | The best of, part 2               |
| 1992 | The best of, part 3               |
| 1994 | Doll                              |
| 1994 | I am what I am                    |
| 1995 | Only to you                       |
| 1996 | Golden hits                       |
| 1997 | Christmas carols                  |
| 1997 | Jestem taka a nie inna            |
| 1998 | Golden hits                       |
| 1999 | Platunim collection               |
| 2000 | Violetta Villas                   |
| 2000 | Kiss of fire                      |

### Singoli
| Anno | Titolo                            |
| ---- | --------------------------------- |
| 1961 | Ja ci nie wierzę                  |
| 1961 | Taki mróz                         |
| 1961 | Nie zdążyłam                      |
| 1961 | Dla ciebie miły                   |
| 1961 | Marianna ruda                     |
| 1961 | Sekret                            |
| 1961 | Dla ciebie miły                   |
| 1961 | Kiedy Allach szedł                |
| 1962 | Ożeń się Johny                    |
| 1962 | To mówią marakasy                 |
| 1962 | Duety z Tadeuszem Woźniakowskim   |
| 1963 | Szesnaście lat                    |
| 1963 | Zorro                             |
| 1963 | Kiedy Allach szedł                |
| 1964 | Muzyka taneczna                   |
| 1964 | Błękitna tarantella               |
| 1964 | Opole - stolica polskiej piosenki |
| 1964 | Uśmiechem miłość się zaczyna      |
| 1965 | Jak nie to nie                    |
| 1965 | Nic nikomu nie mów                |
| 1965 | Józek                             |
| 1966 | Do ciebie mamo                    |
| 1966 | Dla ciebie miły                   |
| 1966 | Nie jestem taka zła               |
| 1969 | Do ciebie mamo                    |
| 1986 | Mundial'86                        |
| 1987 | Sosna z mego snu                  |
| 1987 | Wszedzie gdzie ty                 |

### Cardboard records
| Anno | Titolo                       |
| ---- | ---------------------------- |
| 1964 | Przyjdzie na to czas         |
| 1964 | Czterdzieści kasztanów       |
| 1965 | Mamma                        |
| 1965 | Do ciebie, mamo              |
| 1967 | W Zakopanem pada deszcz      |
| 1970 | Znowu ciebie mam             |
| 1977 | Nie ma miłości bez zazdrości |

### Compilation albums
| Tito lo                                                                          | Album                                 |
| -------------------------------------------------------------------------------- | ------------------------------------- |
| Przyjdzie na to czas                                                             | Powracające melodyjki                 |
| Wszędzie, gdzie ty                                                               | Przeboje gwiazd                       |
| Czterdzieści kasztanów                                                           | Piosenki J. Gałkowskiego              |
| Wszędzie, gdzie ty                                                               | Przeboje'78                           |
| Sosna z mego snu                                                                 | Niebo z moich stron                   |
| Do ciebie mamo                                                                   | Gdzie ten świat młodych lat           |
| Wszędzie, gdzie ty                                                               | Succurrens                            |
| Przyjdzie na to czas                                                             | Przeboje 40-lecia                     |
| Całuj gorąco                                                                     | Andrzej Jastrzębiec-Kozłowski         |
| Ave Maria no morro                                                               | Stefan Rachoń przypomina              |
| Granada                                                                          | Z melodią i piosenką dookoła świata   |
| Maria la O                                                                       | Z melodią i piosenką dookoła świata   |
| Do ciebie mamo                                                                   | XX-lecie PP Polskie Nagrania          |
| Mazurskie wspomnienia                                                            | Mimozami jesień się zaczyna           |
| Wszędzie, gdzie ty                                                               | Andrzej Januszko i jego piosenki      |
| Jesteś mi potrzebny                                                              | L. Bogdanowicz i jego piosenki        |
| Spójrz prosto w oczy Przyjdzie na to czas                                        | Tych lat nie odda nikt                |
| Do ciebie mamo                                                                   | Piosenki dla mojej matki              |
| Dla ciebie miły Szesnaście lat                                                   | Przeboje R. Siedleckiego              |
| Dla ciebie miły                                                                  | Z melodią i piosenką dookoła świata   |
| Szesnaście lat                                                                   | Z melodią i piosenką dookoła świata   |
| Szesnaście lat Zegar z kukułką Czy lubi pani tańczyc twista Spójrz prosto w oczy | Daj mi zachować wspomnienia           |
| Przyjdzie na to czas                                                             | Rytmy młodych                         |
| Dla ciebie miły                                                                  | Piosenki lat 50-tych vol. 2           |
| Wachlarz                                                                         | Z archiwum Veritonu                   |
| Ali alo                                                                          | Z archiwum Veritonu                   |
| Kiedy Allach szedł                                                               | Z archiwum Veritonu                   |
| Dla ciebie miły                                                                  | Konkurs Piosenki Polskiej '61         |
| Czy pani tańczy twista                                                           | Radiowe piosenki miesiąca             |
| Marianna ruda                                                                    | Kalejdoskop piosenek nr 3             |
| Salomon                                                                          | Czarny Alibaba i inne piosenki        |
| Józek                                                                            | Złote Przeboje vol.5                  |
| Dla ciebie miły                                                                  | Naj z Naj                             |
| Taki mróz                                                                        | Komu piosenkę                         |
| Rudy rydz                                                                        | Złote Przeboje 50-60                  |
| Dla ciebie miły                                                                  | Klasyka Polskiej Piosenki cz. 3       |
| Spójrz prosto w oczy                                                             | Piosenki Wojciecha Piętowskiego       |
| Salomon Czy pani tańczy twista                                                   | T. Woźniakowski - największe przeboje |
| Kochaj mnie, a będę twoją                                                        | Tata 2                                |
| Do ciebie mamo                                                                   | Piosenki dla mamy                     |
| Złota maska Szczęścia nie szukaj daleko                                          | Wasowski da się lubić                 |
| Szesnaście lat                                                                   | Miłość ze szkolnej ławki              |
| Mazurskie wspomnienia                                                            | Lato, ty i ja                         |
| Do ciebie mamo                                                                   | Piosenki dla mojej matki              |